# هربرت رونه
هربرت رونه (آلمانی: Herbert Runge; ۲۳ ژانویهٔ ۱۹۱۳ – ۱۱ مارس ۱۹۸۶) بوکسور اهل آلمان بود.